# Ян Репас
Ян Репас (словен. Jan Repas, нар. 19 березня 1997, Любляна, Словенія) — словенський футболіст, центральний півзахисник клубу «Марибор» та національної збірної Словенії.

## Клубна кар'єра
Ян Репас є вихованцем клубу «Домжале». У листопаді 2015 року він дебютував у першій команді. Разом з командою у 2017 році Репас тріумфував у Кубку Словенії.
Влітку 2017 року футболіст підписав контракт з французьким «Каном». Сума трансферу до французького клубу становила близько 1 млн євро.
У 2020 році Репас повернувся до Словенії, де підписав трирічний контракт з клубом «Марибор».

## Збірна
У вересні 2017 року у матчі відбору до чемпіонату світу 2018 року проти команди Литви Ян Репас дебютував у національній збірній Словенії.

## Досягнення
- Володар Кубка Словенії (1):

«Домжале»: 2016-17
- Чемпіон Словенії (1):

«Марибор»: 2021-22